# Malval (Creuse)
Malval ist eine Ortschaft und eine ehemalige französische Gemeinde mit 47 Einwohnern (Stand: 1. Januar 2019) im Département Creuse in der Region Nouvelle-Aquitaine. Sie gehörte zum Arrondissement Guéret und zum Kanton Bonnat.
Mit Wirkung vom 1. Januar 2019 wurden die früheren Gemeinden Linard und Malval zur Commune nouvelle Linard-Malval zusammengelegt und haben in der neuen Gemeinde den Status einer Commune déléguée. Der Verwaltungssitz befindet sich im Ort Linard.

## Lage
Nachbarorte sind Mortroux, Moutier-Malcard, Bonnat und Linard. Malval wird von der Petite Creuse passiert.

## Bevölkerungsentwicklung
| Jahr      | 1962 | 1968 | 1975 | 1982 | 1990 | 1999 | 2008 | 2012 |
| --------- | ---- | ---- | ---- | ---- | ---- | ---- | ---- | ---- |
| Einwohner | 80   | 72   | 55   | 53   | 50   | 57   | 46   | 43   |

## Sehenswürdigkeiten
- Burgruine von Malval, Überreste eines Schlosses aus dem 14. Jahrhundert, Monument historique
- Kirche Sainte-Valérie, Monument historique

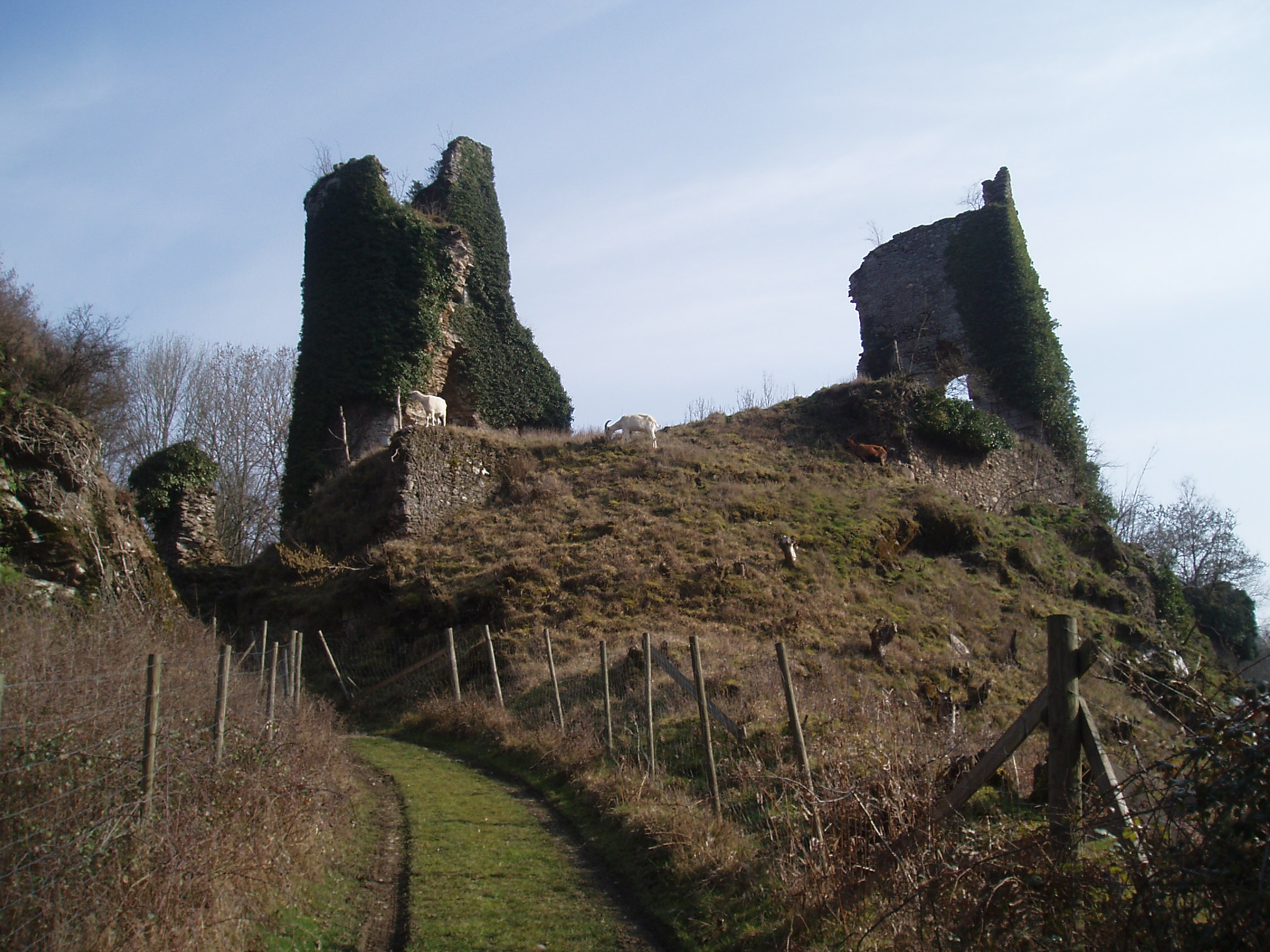
Burgruine von Malval
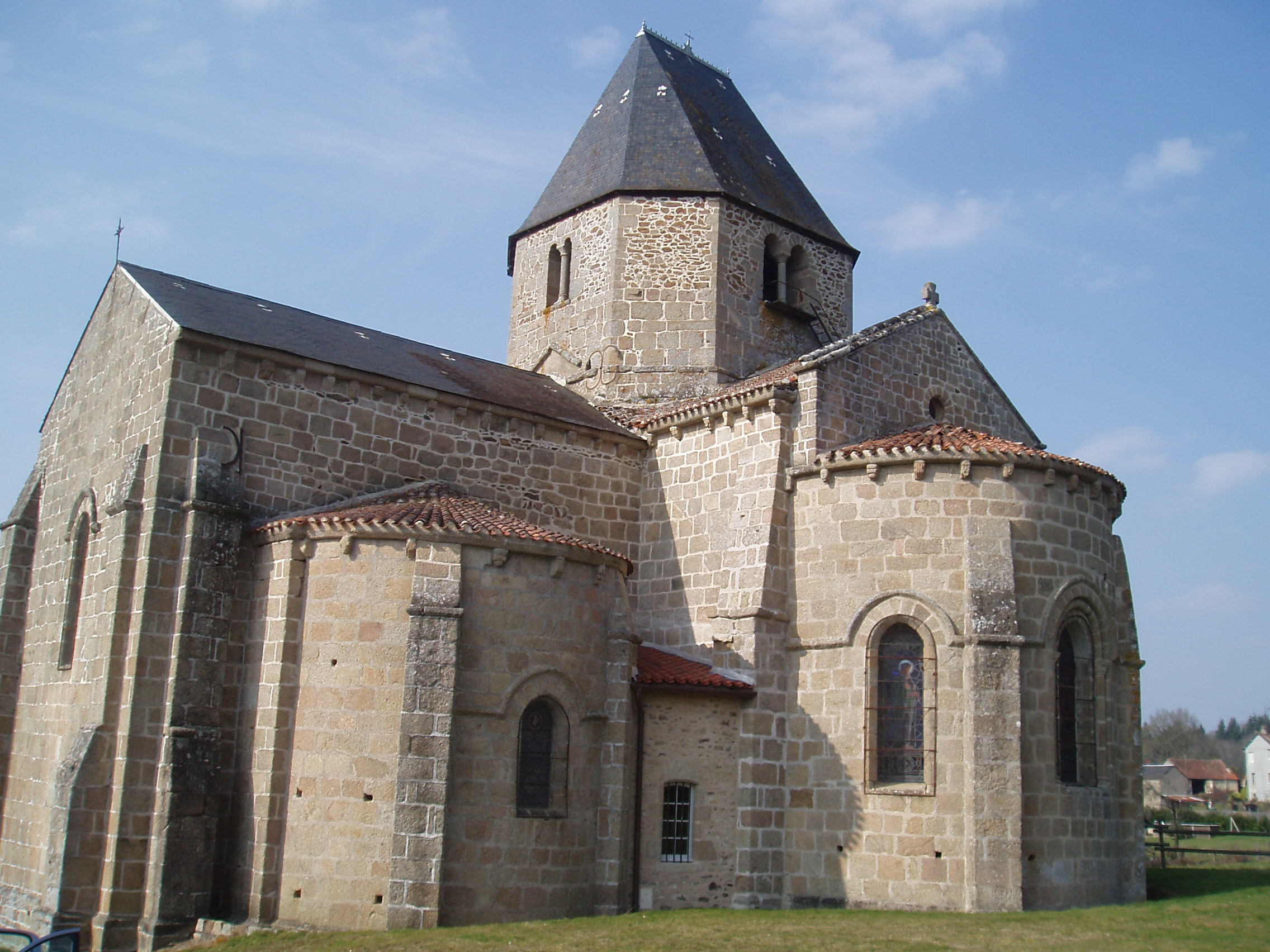
Kirche Sainte-Valérie